# Chotcza-Józefów
Chotcza-Józefów – wieś sołecka w Polsce położona w województwie mazowieckim, w powiecie lipskim, w gminie Chotcza.
Miejscowość jest siedzibą gminy Chotcza. Liczba mieszkańców wraz z Chotczą Dolną i Chotczą Górną wynosi ok. 800. W latach 1975–1998 miejscowość administracyjnie należała do województwa radomskiego.
Wierni kościoła rzymskokatolickiego należą do parafii Świętej Trójcy w Chotczy Dolnej.
| SIMC    | Nazwa        | Rodzaj    |
| ------- | ------------ | --------- |
| 0616161 | Nowa Chotcza | część wsi |

Nazwy wsi w dokumentach źródłowych na przestrzeni wieków.
W latach 1325-55 Choczcza, Choczh, Choczsco, Chotzsko, Chothcza, Hotzha, 1373 Chotcza - ale w roku: 1417 Cotcza, 1429 Chotecz, 1470-80 Chotcza, Chothcza, Chotecz, Choczya, 1508 Choczcza, 1510 Chodecz, 1517 Chothcza, 1526 Chotcza, Chothcza, 1529, 1530 Chodcza, 1531 Chotcza, 1532, 1540, 1563 Chothcza, 1569 Chotcza, 1576 Chodcza, 1577 Chotcza, 1787 Chotcza i Chotcza górna, 1827 Chotcza dolna, Chotcza górna.
Współcześnie brzmiąca nazwa Chotcza znana już w XV wieku ukształtowała się ostatecznie w wieku XVIII.

## Kalendarium historyczne
- 1405-1427 – dziedzicem jest Jan z Chotczy[8].
- 1409-1417 – wspomniane są dzieci Dziersława z Chotczy.
- 1420 – w dokumentach występuje Katarzyna wdowa po Dziersławie z Chotczy.
- 1428 - następnie 1428-1429 Mikołaj z Chotczy.
- 1448 – dziedzicami są Choteccy herbu Nabra.
- 1465 – dziedzicem jest Jakub
- 1470-1480 – dziedzic Paweł Chotecki herbu Nabra i Nieznany z nazwiska szlachcic herbu Rawa (posiada 6 łanów kmiecych i 1 folwark rycerski (Długosz L.B. t.II s.567; t.III s.253).
- 1508 – Paweł z Chotczy kasztelan połaniecki, dziedzicem Chotczy i Zajączkowa
- 1569 – Paweł Chotecki daje pobór z 4 łanów z dziesięcinami, od 3 zagrodników z rolą, 3 zagrodników z ogrodem, 1 komornika z bydłem[9][10]
- 1576-1577 – tenże Paweł daje pobór z 4 łanów, od 3 zagrodników z rolą, 3 zagrodników z ogrodem, 1 komornika z bydłem, 3 komorników bez bydła i z karczmy[11].
- 1595 – dziedzicami są Piotr i Jan Choteccy.
- 1662 – pogłówne pobierane jest od Jana Kochanowskiego z żoną, jednego szlachcica dworzanina, 16 osób służby dworskiej i 126 mieszkańców wsi.
- 1787 – Chotcza liczy 212 mieszkańców w tym 10 Żydów, Chotcza Górna liczy 269 mieszkańców, w tym 17 Żydów
- 1789 – Chotcza Górna z przynależnościami to jest Chotcza Dolna, Gniazdków i Kępa, stanowią dziedziczne wsie Mikołaja Piaskowskiego, w „posesyi tradycyjnej” Józefa Sołtyka i dają łączny dochód 5555,11 zł.
- 1827 – Chotcza Dolna miała 17 domów i 180 mieszkańców. Chotcza Górna miała 42 domy i 278 mieszkańców[8].
- 1872 – całość dóbr ziemskich w Chotczy stanowi własność Włodzimierza Rutkowskiego[12].
- 1942 – od sierpnia w rejonie Chotczy zaczyna działać oddział partyzancki Gwardii Ludowej (ok. 120 osób) dowodzony przez porucznika rezerwy Ignacego Rosenfarba-Robba ps. "Narbutt"[13].
- 1944 – po potyczce stoczonej pod Chotczą 27/28 października oddziały Armii Ludowej Obwodu Kieleckiego przebiły przez front na stronę opanowaną przez Armię Czerwoną[14].

## Powinności dziesięcinne
Dziesięcina należała do klasztoru świętokrzyskiego i miejscowego plebana, następnie tylko do plebana.
- 1325–1327 – plebanem był Wacław[15].
- 1325–1328, 1350–1351, 1354–1355 – parafia płaci dziesięcinę papieską, taksa 8 grzywien[16][17]
- 1328, 1335, 1346–1352, 1373–1374 – parafia jest wymieniona w spisach świętopietrza, płaci najpierw 6, potem 5, wreszcie 3 skojcy[18][19][20][21].
- 1465 – Jan pleban Chotczy i Jakub dziedzic Chotczy zawierają układ w sprawie uposażenia kościoła parafialnego w Chotczy.

Pleban posiada: idąc od końca cmentarza do rzeki Przerii (dawna nazwa Wisły) ogród z dąbrową (merica) zwaną Sad (Szad) wraz z rolą „Szapacze”, nowo założonym stawkiem z ogrodem, rolę od tej dąbrowy przy końcu wsi w stronę rzeki Chotczy, rolę z lewej strony aż do ról kmiecych z prawem karczunku, 2 źródła, łąkę między rolą Słowikowo a rzeką Przerią z prawem karczunku, las zwany Czarne z jeziorem Nieciecza koło wsi Szczekarków, a także dziesięciny z ról dworskich i kmiecych w Chotczy, Zajączkowie, Gniazdkowie, z ról kmiecych w Szczekarkowie, obu Trzemchach, Siennie, Starej Wsi od strony Sienna, z ról dworskich w Bratkowie, z ról kmiecych niegdyś dworskich w Kobylanach Mniejszych, w Lucimi z ról położonych z tej strony rzeki i z 2 ról dworskich oraz roli Czuch w Białobrzegach.
- 1470-1480 – drewniany kościół parafialny ś. Trójcy ma patronat szlachecki. Z 2 łanów kmiecych dziesięcina snopowa wartości do 6 grzywien dowożą klasztorowi świętokrzyskiemu z folwarku dziesięcinę pobiera pleban Chotczy do którego należą też pewne role i łąki w Chotczy (Długosz L.B. t.II s.567; t.III s.253).

Okręg parafialny Chotczy: Jarnołtowice, Lucimia, niegdyś Sienno z kościołem filialnym (Długosz L.B. t.II s.567-8).
- 1476 – pleban Stanisław był w sporze z mieszczanami z Chotczy[23].
- 1529 – dziesięcinę snopową z Chotczy i Gniazdkowa wartości 6 grzywien, a także z części Sienna i Starej Wsi oraz z łanów kmiecych w Trzemsze i cała w Zajączkowie należą do plebana Chotczy, którego dochód wynosi łącznie 29 grzywny i 22 groszy[24]
- 1563 – okręg parafialny: Białobrzegi, Gniazdków, Zajączków[25]
- 1569 – okręg parafialna: Chotcza, Gniazdków[10]
- 1595 – drewniany kościół parafialny ś. Trójcy opisany jako zniszczony, niekonsekrowany. Patronat i kollacja należą do dziedzica wsi, plebana, brak innych duchownych, obok kościoła plebania. Pleban posiada las z jeziorem Białym w Szczekarkowie, obecnie okupowany przez Łaszcza, dziedzica Szczekarkowa. Był jeden ogród w Chotczy, pobierał dziesięcinę snopową z Chotczy, Gniazdkowa, Zajączkowa, Starej Wsi, Białobrzegów, Trzemchy, części Szczekarkowa i dziesięcinę pieniężna z Sienna, obecnie tylko od kmieci z Chotczy. Jest we wsi szkoła, ale zniszczona[26].
- 1601 – plebanem był Piotr Chotecki i wikarym Wawrzyniec ze Skrzynna[27].
- 1602 – potwierdzenie układu z 1465 r.(patrz rok 1465 kalendarium)[28].
- 1617 – w parafii był pleban i wikary[29].
- 1662 – pozostał tylko pleban, zliczono 1072 parafian (ib.);
- 1721 – drewniany kościół parafialny ś. Trójcy w formie krzyża, niekonsekrowany, z dwoma kaplicami (NMP i Anioła Stróża), 3 ołtarzami (ś. Trójcy, Anioła Stróża i NMP), brak dzwonnicy, patronat i kollacja należą do Jerzego Lubomirskiego.
- 1713 – plebanem jest Wojciech Iworowski, który prowadzi od 1716 r. księgi metrykalne, brak wikarych w parafii. Do parafii należą dziesięciny snopowe z Chotczy, Zajączkowa, Gniazdkowa, Trzemchy, Starej Wsi, Lucimi (z ról z tej strony rzeki), Szczekarkowa, niegdyś z Białobrzegów, z Sienna, Bratkowa i Kobylan Mniejszych, a także z Grabowca, inaczej Jarontowic Jarnołtowice, i od 2 kmieci w Kijance. Okręg parafialny obejmuje: Chotczę., Kępa, Baranów, Białobrzegi, Gniazdków, Jarnołtowice, Kijanka, Lucimia, Zajączków i Zakrzów[30].
- 1787 – okręg parafialny obejmuje: Chotczę, Chotczę Górną, Baranów, Białobrzegi, Gniazdków, Grabowiec, Jarnołtowice, Jarętowskie Pole, Kępę królewską, Kępę szlachecką, Kijankę, Lucimia, Zajączków i Zakrzów (Spis I 392-3);
- 1789 – plebanem był Hieronim Solray, dochód parafii 1774 złotych 75 groszy do parafii należą wsie Gniazdków, Kępa, Kijanka i Białobrzegi[31]
- 1802 – pleban Chotczy pobiera dziesięciny z ról zwanych Niwy w Lucimi[32].

## Studenci Uniwersytetu Krakowskiego z Chotczy
- 1402 – Stanisław s. Marka[33]
- 1429 – Maciej s. Dobiesława[34]
- 1481 – Bartłomiej s. Jakuba[35]